# Västra Ormsjö
Västra Ormsjö (sydsamiska: Voermese) är en småort i Dorotea distrikt (Dorotea socken) i Dorotea kommun, Västerbottens län (Lappland), belägen vid norra stranden av Ormsjön nära Östra Ormsjö väster om Dorotea, cirka 3 mil utmed Konstvägen Sju Älvar mot Borgafjäll. I Västra Ormsjö finns Ormsjö kapell.

## Befolkningsutveckling
| Befolkningsutvecklingen i Västra Ormsjö 1990–2023 | Befolkningsutvecklingen i Västra Ormsjö 1990–2023 | Befolkningsutvecklingen i Västra Ormsjö 1990–2023 | Befolkningsutvecklingen i Västra Ormsjö 1990–2023 | Befolkningsutvecklingen i Västra Ormsjö 1990–2023 |
| ------------------------------------------------- | ------------------------------------------------- | ------------------------------------------------- | ------------------------------------------------- | ------------------------------------------------- |
|                                                   |                                                   |                                                   |                                                   |                                                   |
| År                                                |                                                   |                                                   | Folkmängd                                         | Areal (ha)                                        |
| 1990                                              | 1990                                              |                                                   | 73                                                | 44#                                               |
| 1995                                              | 1995                                              |                                                   | 64                                                | 44#                                               |
| 2000                                              | 2000                                              |                                                   | 67                                                | 44#                                               |
| 2005                                              | 2005                                              |                                                   | 55                                                | 36#                                               |
| 2010                                              | 2010                                              |                                                   | 51                                                | 38#                                               |
| 2015                                              | 2015                                              |                                                   | 65                                                | 75#                                               |
| 2020                                              | 2020                                              |                                                   | 50                                                | 72#                                               |
| 2023                                              | 2023                                              |                                                   | 51                                                | 76                                                |
| Anm.: # Som småort.                               |                                                   |                                                   |                                                   |                                                   |